# Kabinett Huszár

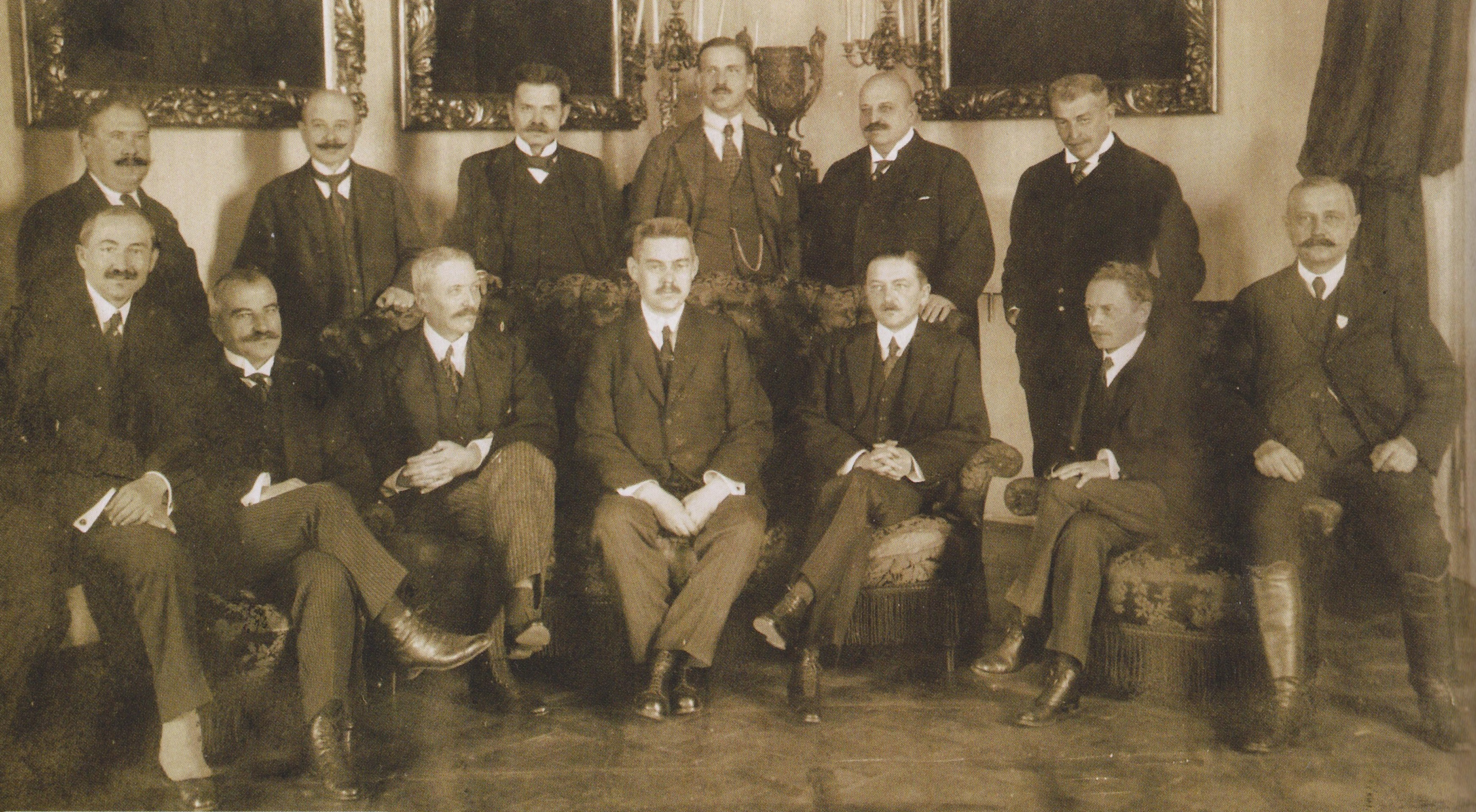
Kabinett Huszár

Das Kabinett Huszár war die Regierung Ungarns von 1919 bis 1920. Es wurde am 24. November 1919 vom ungarischen Ministerpräsidenten Károly Huszár gebildet und bestand bis 15. März 1920.

## Minister
| Amt                                                             | Amtsträger                  | Beginn Amtszeit   | Ende Amtszeit   |
| --------------------------------------------------------------- | --------------------------- | ----------------- | --------------- |
| Ministerpräsident                                               | Károly Huszár               | 24. November 1919 | 15. März 1920   |
| Innenminister                                                   | Ödön Beniczky               | 24. November 1919 | 15. März 1920   |
| Außenminister                                                   | József Somssich             | 24. November 1919 | 15. März 1920   |
| Verteidigungsminister                                           | István Friedrich            | 24. November 1919 | 15. März 1920   |
| Finanzminister                                                  | Frigyes Korányi             | 24. November 1919 | 15. März 1920   |
| Justizminister                                                  | István Bárczy               | 24. November 1919 | 15. März 1920   |
| Ackerbauminister                                                | Gyula Rubinek               | 24. November 1919 | 15. März 1920   |
| Minister für Kultus und Unterricht                              | István Haller               | 24. November 1919 | 15. März 1920   |
| Handelsminister                                                 | Ferenc Heinrich             | 24. November 1919 | 15. März 1920   |
| Minister für Volkswohl und Arbeit                               | Károly Peyer                | 24. November 1919 | 16. Januar 1920 |
| Minister für Volkswohl und Arbeit                               | Károly Huszár (interim)     | 16. Januar 1920   | 15. März 1920   |
| Minister ohne Geschäftsbereich für nationale Minderheiten       | Jakob Bleyer                | 24. November 1919 | 15. März 1920   |
| Minister ohne Geschäftsbereich für Ernährung                    | István Szabó (Nagyatádi)    | 24. November 1919 | 15. März 1920   |
| Minister ohne Geschäftsbereich (Kleinlandwirte-Angelegenheiten) | István Szabó (Sokorópátkai) | 24. November 1919 | 15. März 1920   |

## Quelle
- A kormány tagjai 1867-től máig: (Mitglieder der Regierung von 1867 bis heute) im parlamentarischen Almanach (1935)